# Wiesław Ciesielski (polityk)
Wiesław Ciesielski (ur. 14 lipca 1953 w Sycowie) – polski polityk, działacz PZPR, doktor ekonomii, poseł na Sejm II, III i IV kadencji, były wiceminister finansów.

## Życiorys
W 1977 ukończył studia na Wydziale Cybernetyki Ekonomicznej Moskiewskiego Instytutu Zarządzania, a w 1985 uzyskał stopień doktora ekonomii w Akademii Nauk Społecznych w Moskwie.
Od 1977 do 1979 kierował ośrodkiem RSW Prasa-Książka-Ruch w Mielcu. Następnie pracował m.in. w ZOPIW. Jest członkiem Polskiego Towarzystwa Ekonomicznego.
Od 1975 do rozwiązania należał do Polskiej Zjednoczonej Partii Robotniczej. Od 1979 do 1981 pełnił funkcję sekretarza Komitetu Miejskiego partii w Mielcu, a następnie kierował wydziałem w jej Komitecie Wojewódzkim w Rzeszowie. Od 16 października 1989 sprawował funkcję ostatniego I sekretarza KW PZPR w tym mieście.
W 1990 wstąpił do SdRP, a w 1999 do SLD (kierował wojewódzkimi strukturami tych partii). Do 2004 zasiadał także w zarządzie krajowym SLD. Był stałym felietonistą antyklerykalnego tygodnika „Fakty i Mity”.
W 1993 i 1997 uzyskiwał mandat poselski. Po raz trzeci został wybrany w 2001 z ramienia Sojuszu Lewicy Demokratycznej w okręgu rzeszowskim liczbą 24 553 głosów. W latach 2001–2004 pełnił funkcję sekretarza stanu w Ministerstwie Finansów i Generalnego Inspektora Kontroli Skarbowej.
W wyborach parlamentarnych w 2005 nie ubiegał się o reelekcję, dwa lata później odszedł z SLD.
Otrzymał nagrodę „Józef”, przyznaną przez Radio Rzeszów, TVP3 Rzeszów i „Super Nowości”, w kategorii „Polityk Roku 1999” (ex aequo z Józefem Górnym).
W sierpniu 2006 prokurator przedstawił mu zarzuty składania fałszywych zeznań. W grudniu 2007 został uniewinniony przez Sąd Rejonowy w Rzeszowie.